# 農住組合による土地区画整理事業
農住組合による土地区画整理事業（のうじゅうくみあいによるとちくかくせいりじぎょう）国土交通省（旧建設省所管）の市街地のまちづくり活性事業として施策に位置づけている土地区画整理事業の補助制度。市街地区域内農地所有者が住宅地等に転換するために設けられる農住組合が施行する土地区画整理事業。住宅の需要の著しい地域における市街化区域内農地の所有者が、当面の営農の継続を図りながら、その農地を円滑に住宅地等に転換する事業として、1980年に創設された。
補助対象は三大都市圏の既成市街地、都市開発区域、県庁所在地、近郊整備地帯における特定土地区画整理事業に限定されている。

## 特定市街化区域農地
市街化区域農地には、一般市街化区域農地と特定市街化区域農地があり、特定市街化区域農地とは、地方税法附則に掲げられている市街化区域農地のこと。東京都特別区内ほか首都圏、近畿圏、中部圏の既成市街地、近郊整備地帯などに所在する市で土地の所在する都市が定められている。その特定市街化区域内農地の譲渡には、課税の特例により特別控除のほか軽減税率の適用などが受けられることになっているが、特定市街化区域内農地でも長期営農継続農地として認定を受けたものは除外される。 